# Dan Jones (compositeur)
Ne doit pas être confondu avec Dean Jones.
Dan Jones est un compositeur et designer sonore primé aux BAFTA et Ivor Novello Awards travaillant pour le cinéma et le théâtre. Il a étudié de la musique à l'Université d'Oxford, étudié le théâtre musical contemporain au Banff Centre for the Arts et étudié la composition et la programmation électroacoustique au Centro Ricerche Musicali à Rome. Ayant exploré divers moyens de générer de la musique de manière algorithmique, il est l'auteur de l'un des premiers logiciels de génération de musique fractale ou auto-similaire.

## Carrière
Il a composé de nombreuses musiques de films, comme L'Ombre du vampire, In Tranzit, Jericho Mansions, Max, pour lequel il a obtenu le prix Ivor Novello de la meilleure partition en 2004, ou encore  Une femme de confiance (Appropriate Adult) en 2011.
Il a écrit pour tous les principaux diffuseurs de télévision britanniques, avec The Life of Mammals de Sir David Attenborough, ou la série de la BBC Strange. Il a collaboré avec Sebastião Salgado, John Berger et Paul Carlin dans l'émission spéciale The Specter of Hope de la BBC. 
En 1997, il fait équipe avec le groupe britannique de trip hop Alpha produisant des arrangements orchestraux pour leurs albums Come From Heaven, The Impossible Thrill et la reprise de Jarvis Cocker de This is Where I Came In pour le label Melankolic de Massive Attack.
En 2016, il compose la musique de Miniaturiste et en 2017, celle de The Hollow Crown.
Sa musique est publiée par Faber Music.

## Prix et nominations
- 2004 : Ivor Novello Award, Prix meilleure partition originale, Max
- 2011 : Prague Quadrennial Prix spécial du jury pour son excellence en conception sonore, Kursk
- 2011 : BAFTA, Prix de la musique de télévision Any Human Heart
- 2011 : Ivor Novello Award, Prix de la meilleure musique originale de télévision, Any Human Heart
- 2011 : Primetime Emmy Award, Nomination pour musique de film principale, Any Human Heart
- 2011 : Primetime Emmy Award, Nomination pour la meilleure composition, Any Human Heart
- 2012 : OFTA Television Award, Nomination pour la musique d'une mini-série, Une femme de confiance
- 2017 : Ivor Novello Award, Nomination pour la meilleure partition originale, My Scientology Movie
- 2017 : World Soundtrack Awards, Nomination pour la découverte de l'année, The Young Lady – 2017
- Royal Television Society, Craft and Design Awards, nommé pour le meilleur titre musical, SS-GB
- 2018 :  Ivor Novello Award, Prix de la meilleure musique originale, Miniaturiste
- 2018 : Ivor Novello Award, Nomination pour la meilleure musique de télévision, SS-GB

## Discographie
- Shadow of the Vampire (bande originale) — 2001
- The Life of Mammals (bande originale) — 2003
- Max (bande originale) — 2006
- Dead Set (bande originale) — 2008
- Any Human Heart (bande originale) – 2010
- The Hollow Crown (bande originale) – 2016
- Louis Theroux ~ My Scientology Movie (bande originale) – 2016
- The Young Lady (Lady Macbeth) (bande originale) – 2016
- Any Human Heart (bande originale) – 2017
- Miniaturiste (bande originale) – 2018